# Ove Kant
Ove Ingvar Kant (* 24. Mai 1929 in Tegelsmora, Gemeinde Tierp; † 26. Februar 1997 in Örbyhus, Gemeinde Tierp) war ein schwedischer Regisseur, Drehbuchautor und Schauspieler.

## Leben
Kant wirkte bei mehreren vornehmlich schwedischen und norwegischen Fernseh- und Filmproduktionen als Schauspieler, Drehbuchautor und Regisseur mit. Bei dem norwegischen Olsenbanden-Film Olsenbanden og Dynamitt-Harry übernahm er die Regie aus der Hand von Knut Bohwim und debütierte auch als Spielfilmregisseur. Trotz des Publikumserfolges, den dieser Film hatte, wurde er nie wieder mit einer norwegischen Filmregie beauftragt. Seine letzte Mitwirkung im Filmgeschäft hatte er 1983 als Regisseur in dem Kurzfilm Uppsala Polacksbackens dag und als Schauspieler 1985 in der schwedischen Fernsehserie Svenska brott in einer Folge als Dr. 'Kattegåri.

## Filmografie

### Schauspieler
- 1952: Es geschah aus heißer Jugendliebe (För min heta ungdoms skull)
- 1953: Marianne
- 1955: Våld
- 1964: Nydelige nelliker als Båtselgeren
- 1975: Maria als Jailer
- 1977: Elvis! Elvis! als Vater in Churchyard
- 1985: Svenska brott (Fernsehserie)

### Regisseur
- 1956: Ungern vädjar
- 1968: Våldtäkt
- 1970: Olsenbanden og Dynamitt-Harry (norwegischer Spielfilm)
- 1977: 91:an och generalernas fnatt
- 1984: Uppsala Polacksbackens (schwedischer Kurzfilm)

### Drehbuchautor
- 1956: Ungern vädjar
- 1962: Lika och rätt
- 1972: Contraphon

### Technischer Assistent
- 1955: Das Lächeln einer Sommernacht (Sommarnattens leende)

### Produktionsleitung
- 1955: Våld  (erster Aufnahmeleiter)